# روكستار ليدز
روكستار ليدز (Rockstar Leeds) هي شركة بريطانية مطورة لألعاب الفيديو تأسست عام 1997 وهي تابعة لشركة روكستار. كانت تعرف سابقاً باسم "Mobius Entertainment".

## الألعاب
- رجال الجيش
- ماكس باين
- نادي منتصف الليل 3
- سرقة السيارات الكبرى: ليبرتي سيتي ستوريز
- سرقة السيارات الكبرى: فايس سيتي ستوريز
- سرقة السيارات الكبرى: تشايتاون وورز
- إل أيه نوار
- ماكس باين 3
- سرقة السيارات الكبرى 5

## وصلات خارجية
- روكستار ليدز على موقع IMDb (الإنجليزية)
- Official Rockstar Leeds website
- Official Rockstar Games website
- Rockstar Leeds entry at موبي جيمز